# Schönburg (geslacht)

Schönburg

Schönburg is een hoogadelijke familie in Duitsland. Een aantal van de heerlijkheden, die de familie bezat, waren rijksvrij en behoorden tot de Opper-Saksische Kreits van het Heilige Roomse Rijk.

## Geschiedenis tot de deling van 1534
De graven van Schönburg waren oorspronkelijk waarschijnlijk afkomstig van Schönburg bij Naumburg. Omstreeks 1170 verwierven ze hun hoofdzetel Glauchau, waar ze de heerlijkheden Glauchau en Lichtenstein vormden. Later werd dit gebied uitgebreid met de heerlijkheden Merane (vermoedelijk omstreeks 1300) en Waldenburg (1375/78). In 1406/39 werd het graafschap Hartenstein gekocht van het burggraafschap Meissen. Op 3 juli 1442 vond de belening plaats met het graafschap Hartenstein door het keurvorstendom Saksen.
Na de dood van  Ernst III in 1534 deelden zijn drie zonen het bezit:
- Georg II (overleden 1585) kreeg Glauchau, Graslitz en Neu-Schönburg (uitgestorven in 1610)
- Hugo I (overleden in 1556) kreeg Lichtenstein en Neu-Schönburg: de Obere Linie
- Wolf II (overleden in 1581) kreeg Glauchau en Waldenburg: de Niedere Linie

## Schönburg (Obere Linie)
Na de dood van Hugo I in 1556 vond er onder zijn zoons een deling plaats:
- Georg III (overleden in 1611) kreeg Waldenburg (uitgestorven in 1614)
- Hugo II (overleden in 1606) kreeg Glochau, Hartenstein en Oelsnitz
- Vitus III (overleden in 1622) kreeg Lichtenstein (uitgestorven in 1664)

In 1559 ging het bovengraafschap Hartenstein verloren aan Saksen.
In 1664 werden alle gebieden van de Obere linie weer herenigd. Op 7 augustus 1700 werd Otto Lodewijk, heer van Schönburg verheven tot rijksgraaf van Schönburg en Hartenstein.
Na de dood van de graaf in 1701 vond er weer een deling plaats:
- Georg Albrecht (overleden in 1716) kreeg Hartenstein (uitgestorven in 1786)
- Otto Willem (overleden in 1747) kreeg Lichtenstein (uitgestorven in 1750)
- Lodewijk Frederik (overleden in 1736) kreeg Stein en Förbau
- Christiaan Hendrik (overleden in 1753) kreeg Waldenburg (uitgestorven in 1754)

De heerlijkheid Stein werd in 1700 afgesplitst van de heerlijkheid Hartenstein.
In 1740 waren de graven gedwongen een reces met het keurvorstendom Saksen te sluiten, waardoor de gebieden van Schönborn onder de landshoogheid van Saksen kwamen. Dit was dus eigenlijk het einde van de zelfstandigheid. In 1768 poogde graaf Albrecht Christiaan Ernst, heer van Hinterglauchau (uit de Niedere Linie) van Saksen los te komen. Dit had enig succes, want de Rijkshofraad verklaarde het reces van 1740 ongeldig. De aanwezige leenband met Bohemen speelde ook een rol bij het onafhankelijk blijven van Saksen. De Vrede van Teschen van 13 mei 1779 liet deze factor verdwijnen: Oostenrijk werd gedwongen de Boheemse leenrechten over Glauchau, Waldenburg en Lichtenstein aan Saksen af te staan. 
In 1786 waren alle bezittingen van de Obere Linie weer herenigd onder Otto Karel Frederik. Hij werd op 9 oktober 1790 verheven tot rijksvorst van Schönborn. Hij voerde de titels: vorst van Schönborn, graaf en heer te Glauchau en Hartenstein, te Oelsnitz, Gauernitz, Reichenbach, etc.
Na zijn dood werden er weer twee linies gesticht:
- Schönburg-Waldenburg
- Schönburg-Hartenstein

### Bezittingen omstreeks 1780
- heerlijkheid Waldenburg
- heerlijkheid Hartenstein (alleen de neder-heerlijkheid, de over-heerlijkheid was eigendom van Saksen)
- heerlijkheid Stein
- heerlijkheid Lichtenstein

## Schönburg (Niedere Linie)
In 1543 werden de heerlijkheden Wechselburg, Rochsburg, Penig en Remse als leen van Saksen verworven. Deze heerlijkheden waren niet rijksvrij en Saksen probeerde op deze manier meer invloed te krijgen op de heren van Schönburg.
Ook binnen deze linie vonden veelvuldig delingen plaats. Er waren in de loop van de tijd takken te Glauchau, Forderglauchau, Hinterglauchau, Wechselburg, Penig, Rochsburg, Remse, Zschillen en Remda.
Evenals de leden van de oudere tak werden ook de leden van deze tak op 7 augustus 1700 tot rijksgraaf verheven. Nadat de oudere tak in 1790 vorstelijk was geworden, stond de jongere tak bekend als de grafelijke tak.

### Bezittingen omstreeks 1780
- heerlijkheid Glauchau
- heerlijkheid Remissan
- heerlijkheid Penig
- heerlijkheid Rochsburg
- heerlijkheid Wechselburg

## Schönburg in de negentiende eeuw
Tot in de negentiende eeuw wist de familie bijzondere rechten te behouden. Het Erläuterungsrezess van 1835 perkte de rechten wel verder in, maar de familie hield nog steeds privileges. In het revolutiejaar 1848 was er dan ook onrust in de landen van Schönburg. Op 5 april brandde het slot te Waldenburg door toedoen van opstandelingen af. Pas in 1878 ging er in Schönburg hetzelfde recht gelden als in de rest van het koninkrijk Saksen.